# Lithops
 (septembre 2021).
Si vous disposez d'ouvrages ou d'articles de référence ou si vous connaissez des sites web de qualité traitant du thème abordé ici, merci de compléter l'article en donnant les références utiles à sa vérifiabilité et en les liant à la section « Notes et références ».
Genre
Classification phylogénétique
Les Lithops sont des plantes vivaces, succulentes, acaules, membres de la famille des Aizoacées avec plus de 109 espèces différentes. Leur nom scientifique tiré des mots grecs lithos, pierre et opsis, apparence, est en accord avec leur dénomination commune de plantes-cailloux ou de pierres vivantes, ces végétaux présentant un exemple de mimétisme pour éviter d'être dévorés par des herbivores. On les appelle aussi « jouets hottentots », ou « popos » en Afrique du Sud, ou encore parfois « plantes-fesses » en raison de leur forme particulière qui résulte de leur adaptation aux environnements très chauds et très secs des déserts d'Afrique australe et de Namibie.
Ce genre, l'un des plus connus de la sous-famille des Mesembryanthemoideae, comporte une cinquantaine d'espèces. Il fut décrit pour la première fois en 1815 dans le « Catalogus geographicus » par le botaniste anglais William John Burchell (1781-1863), super-intendant du jardin botanique de Sainte-Hélène.

## Description
Les paires de feuilles charnues, dressées, de forme générale tronconique (30 à 50 mm de hauteur, 15 à 50 mm de diamètre), pratiquement sans tige, constituent une réserve d'eau. Leur couleur est toujours assez terne, elle varie du gris au verdâtre, au jaunâtre ou au rougeâtre. Leur partie supérieure aplatie ou plus ou moins bombée porte des taches ou des marbrures translucides imitant l'aspect des pierres. Ces dessins sont plus ou moins caractéristiques des espèces mais ne suffisent nullement pour une détermination précise.
Dans la nature, les lithops sont pratiquement enterrés dans des terrains souvent alluviaux, seules les « fenêtres » dépassent du sol, l'assimilation chlorophyllienne se fait grâce à la lumière qui pénètre dans les feuilles. Au printemps, de nouvelles paires de feuilles sortent au milieu des anciennes ; elles se nourrissent du suc de ces dernières, qui se ratatinent puis meurent. En culture, il vaut mieux cultiver les lithops hors sol et les débarrasser des enveloppes mortes qui peuvent constituer des refuges pour les parasites ou favoriser la pourriture. À la longue, ils finissent par former de petites touffes ; la croissance est lente car elle n'a lieu que de juillet à novembre sous nos latitudes[Lesquelles ?].
À la fin de l'été ou au début de l'automne, les fleurs émergent entre les paires de feuilles, sur des pédoncules généralement très courts ; elles sont le plus souvent entièrement jaunes ou blanches à cœur jaune, durent plusieurs jours, s'ouvrent l'après-midi et se referment le soir ; leur diamètre varie de 25 à 50 mm, elles possèdent de nombreux pétales étroits et sont généralement parfumées, beaucoup de variations sont possibles, selon les espèces. Le fruit est une capsule qui contient de nombreuses graines et s'ouvre au moment des pluies.

## Habitat originel
Ces plantes sont répandues dans les zones désertiques et semi-désertiques d'Afrique du Sud et de Namibie, uniquement. Généralement elles poussent dans un sol très sablonneux, pratiquement dépourvu de matières organiques. Toutefois, leur aire de répartition étant assez large – on peut les trouver depuis le niveau de la mer jusqu'à 2 400 m d'altitude –, celle-ci inclut désert (Namib), semi-désert (Karoo, Namaqualand), maquis et prairies herbeuses. Ces plantes se trouvent souvent dans des zones où le sol est recouvert d'un « tapis » graveleux de pierres et de cailloux de tailles diverses, auxquels elles ressemblent, ce qui a pour effet de les rendre quasi invisibles.

## Culture
Les lithops sont des plantes peu gourmandes qui se contentent de mélanges terreux très pauvres et sableux, un peu argileux, impérativement très perméables. Ne pas utiliser de pots trop grands, car les plantes ne pourraient pas absorber l'eau assez rapidement pour écarter les risques de pourriture. Il ne faut jamais arroser pendant la période de repos hivernal, ou très légèrement (vaporisations d'eau de pluie) si les plantes se rident de façon exagérée ; la période de croissance commence lorsque les nouvelles feuilles ont entièrement aspiré le suc des anciennes, des apports d'eau sont alors bienvenus, le mieux étant de « noyer » le pot une ou deux fois par mois selon le temps et de ménager, entre deux arrosages, de longues périodes de sécheresse. Comme pour la plupart des succulentes, il faut éviter les arrosages trop superficiels qui ne permettent pas un enracinement en profondeur dans le pot et tendent à saturer les couches superficielles en sels minéraux. Il faut impérativement donner aux lithops un maximum de lumière et, si la température hivernale peut descendre vers 5 à 8 °C, au sec évidemment, le soleil direct et la chaleur ne leur font pas peur à condition de les y habituer progressivement.
La multiplication se fait de mars à mai par semis. Il convient  de semer de préférence en poquets, pour éviter d'abimer les racines (filiformes) lors d'une transplantation. Les jeunes plants doivent être élevés en lumière diffuse et non en plein soleil, dans un substrat humifère et humide en permanence. Après le repiquage on les habitue progressivement au soleil. Diviser les très grosses touffes est risqué, les racines étant abîmées; les boutures de feuilles sont possibles mais assez délicates à réussir.
Ne pas oublier le climat d'origine des lithops: hiver froid mais sec, été chaud et humide!

## Espèces

### Fleurs blanches
- Lithops amicorum
- Lithops hallii
  - var. hallii
  - var. ochracea
- Lithops julii, feuilles gris très clair, dessins très peu marqués
  - subsp. julii
  - subsp. fulleri, feuilles grises
    - var. fulleri
    - var. brunnea
    - var. rouxii
- Lithops fulviceps, fenêtres sous forme de très petits points, dessins brun-rouge n'apparaissant que chez les exemplaires adultes
  - var. fulviceps
  - var. fulviceps acf 'Aurea'
  - var. lactinea
  - var. laevigata
- Lithops karasmontana, couleur ocre
  - subsp. karasmontana
    - var. karasmontana
    - var. aiaisensis
    - var. lericheana
    - var. tischeri

  - subsp. bella, couleur générale grise avec taches ocre, assortie au milieu granitique où il pousse
  - subsp. eberlanzii, feuilles grises
- Lithops marmorata, colorations vertes et fleurs blanches
  - var. marmorata
  - var. elisae
- Lithops optica
  - var. rubra
- Lithops salicola, feuilles grises avec extrémités vert olive foncé
- Lithops villetii
  - subsp. villetii
  - subsp. deboeri
  - subsp. kennedyi

### Fleurs jaunes
- Lithops aucampiae, provient du Transvaal, habite les lits des oueds asséchés ; c'est un des plus faciles à cultiver
  - subsp. aucampiae
    - var. aucampiae
    - var. koelemanii

  - subsp. euniceae
    - var. euniceae
    - var. fluminalis
- Lithops bromfieldii
  - var. bromfieldii
  - var. glaudinae
  - var. insularis, feuilles vertes
  - var. mennellii
- Lithops coleorum
- Lithops comptonii
  - var. comptonii
  - var. weberi
- Lithops dinteri
  - subsp. dinteri
    - var. dinteri
    - var. brevis

  - subsp. frederici
  - subsp. multipunctata
- Lithops divergens, extérieur des feuilles vert, sommet gris-vert
  - var. divergens
  - var. amethystina
- Lithops dorotheae, gris jaunâtre, marbrures brunes
- Lithops francisci, feuilles vertes
- Lithops gesineae
  - var. gesineae
  - var. annae
- Lithops geyeri
- Lithops gracilidelineata, fenêtres apparaissant sous la forme de minuscules points, fins dessins brun-rouge, peut former des touffes importantes
  - subsp. gracilidelineata
    - var. gracilidelineata
    - var. waldroniae

  - subsp. brandbergensis
- Lithops helmutii, feuilles vertes
- Lithops herrei, feuilles vertes
- Lithops hookeri
  - var. hookeri
  - var. dabneri
  - var. elephina
  - var. lutea
  - var. marginata
  - var. subfenestrata
  - var. susannae
- Lithops lesliei, dessins caractéristiques brun-rouge sur les feuilles
  - subsp. lesliei
    - var. lesliei
    - var. hornii
    - var. mariae
    - var. minor
    - var. rubrobrunnea

  - subsp. burchellii
  - var. venteri (no subsp.)
- Lithops meyeri
- Lithops naureeniae
- Lithops olivacea, feuilles vertes
  - var. olivacea
  - var. nebrownii
- Lithops otzeniana
- Lithops pseudotruncatella, feuilles gris-brun
  - subsp. pseudotruncatella
    - var. pseudotruncatella
    - var. elisabethiae
    - var. riehmerae

  - subsp. archerae
  - subsp. dendritica
  - subsp. groendrayensis
  - subsp. volkii
- Lithops ruschiorum
  - var. ruschiorum
  - var. lineata
- Lithops schwantesii
  - subsp. schwantesii
    - var. schwantesii
    - var. marthae
    - var. rugosa
    - var. urikosensis

  - subsp. gebseri
- Lithops terricolor synonyme Lithops localis
- Lithops vallis-mariae
- Lithops verruculosa
  - var. verruculosa
  - var. glabra
- Lithops viridis
- Lithops werneri

## Galerie

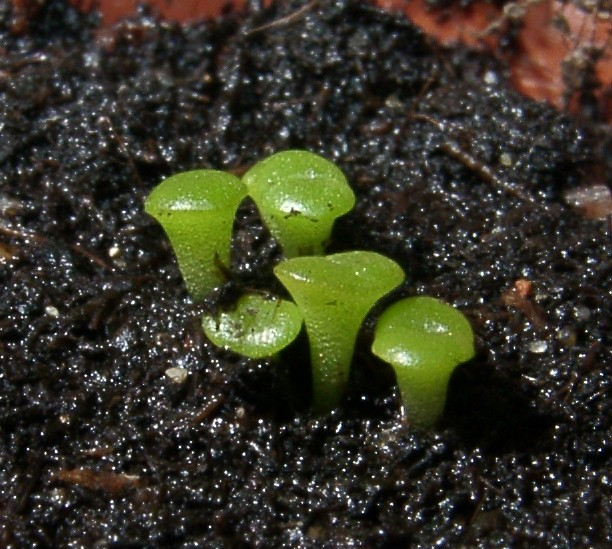
L. aucampiae
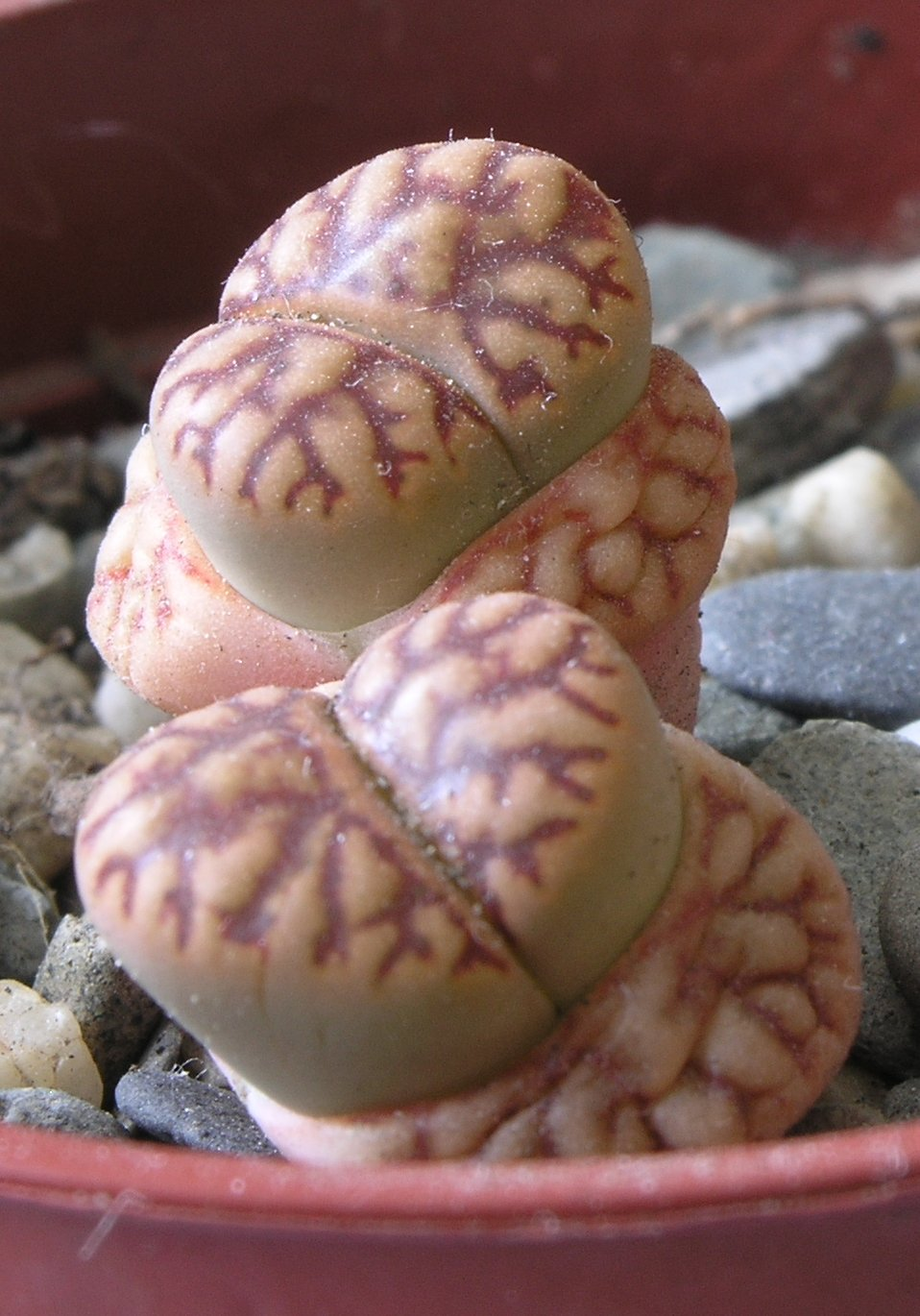
L. bromfieldii
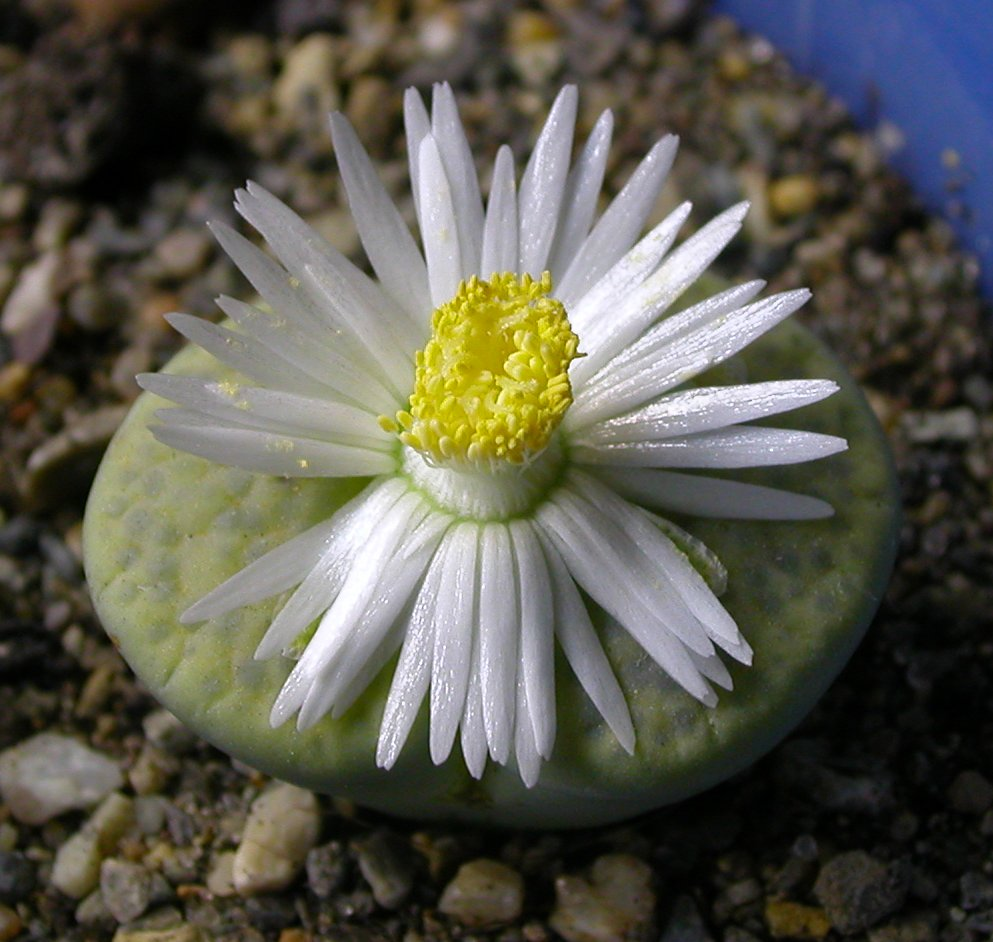
L. fulviceps
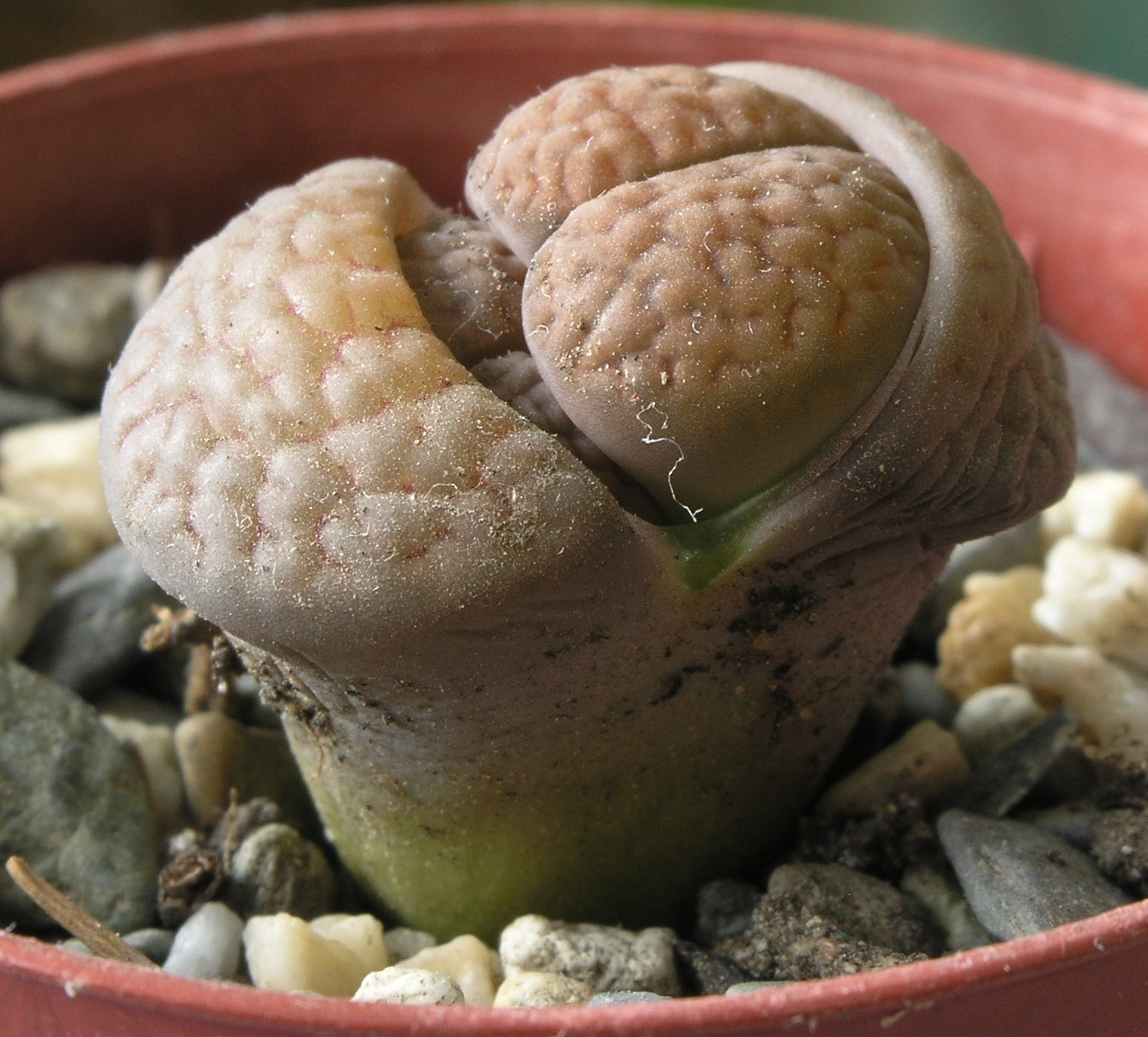
L. hookeri
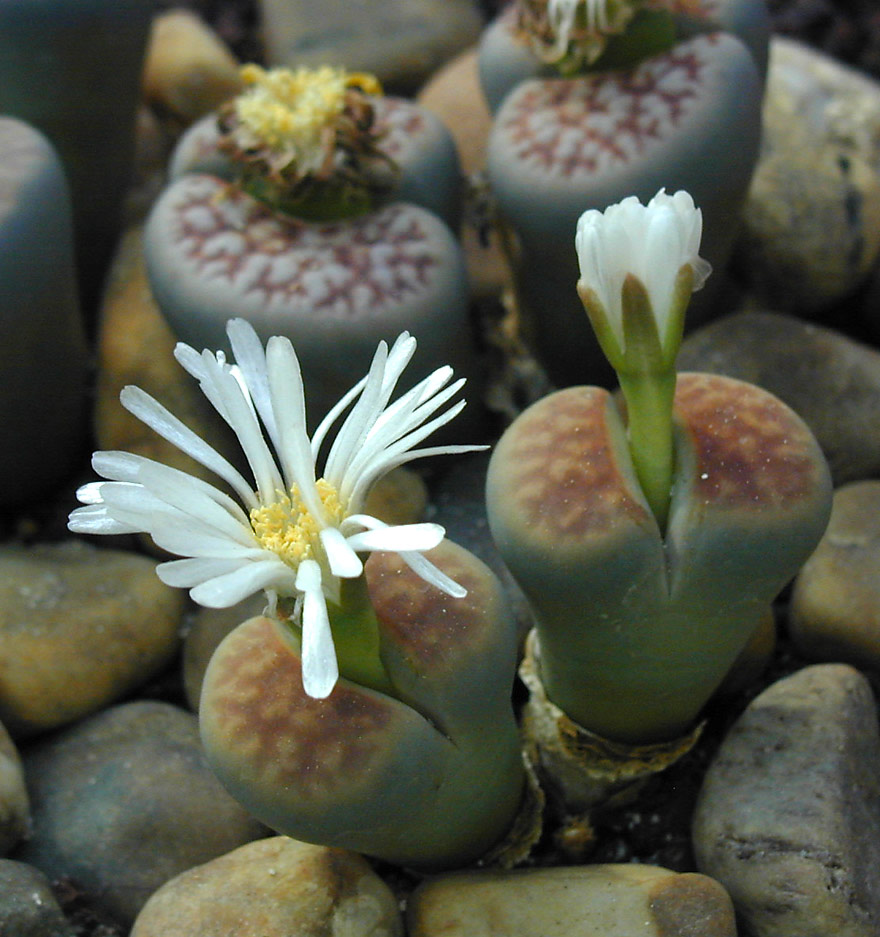
L. karasmontana
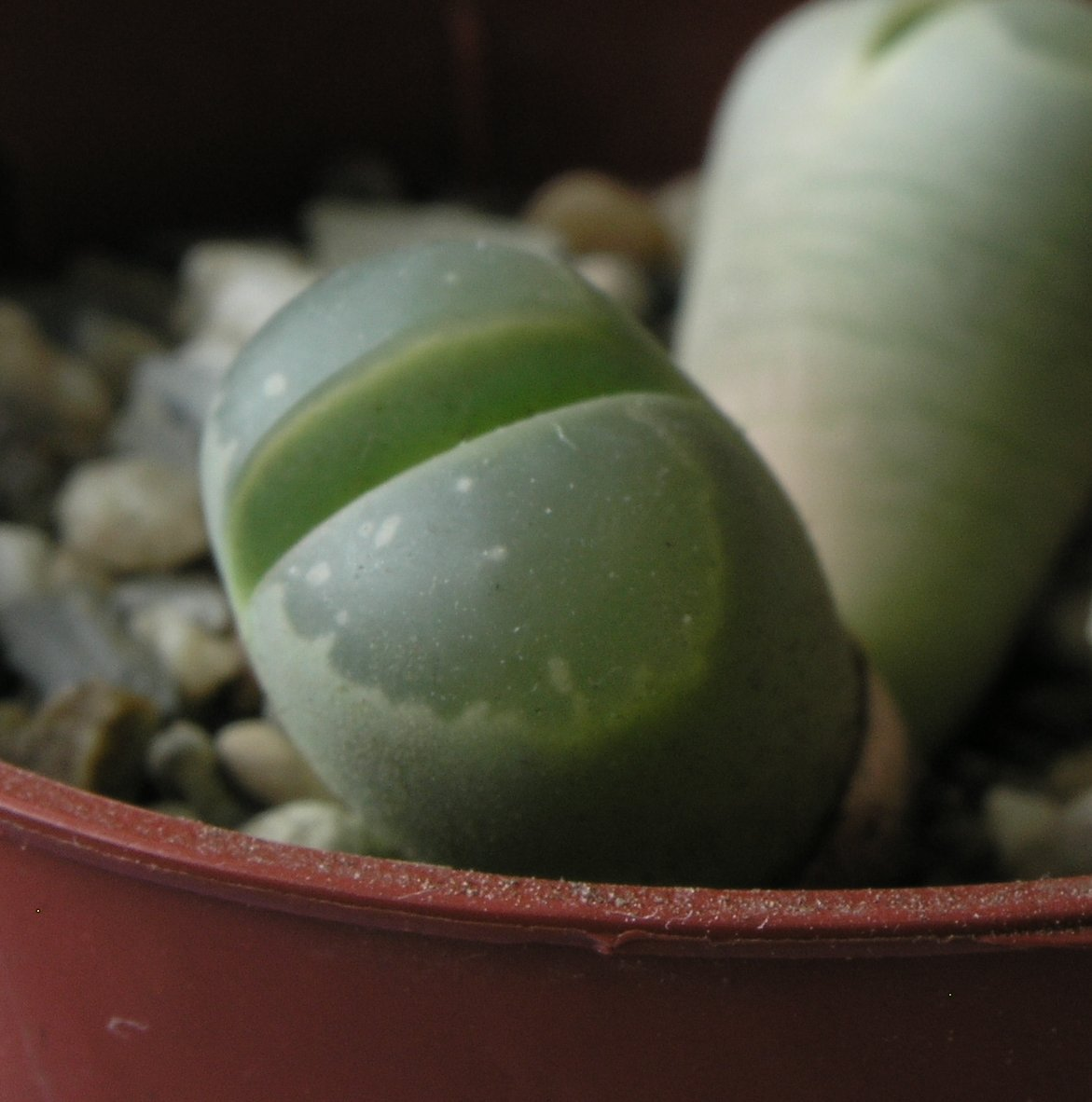
L. olivacea
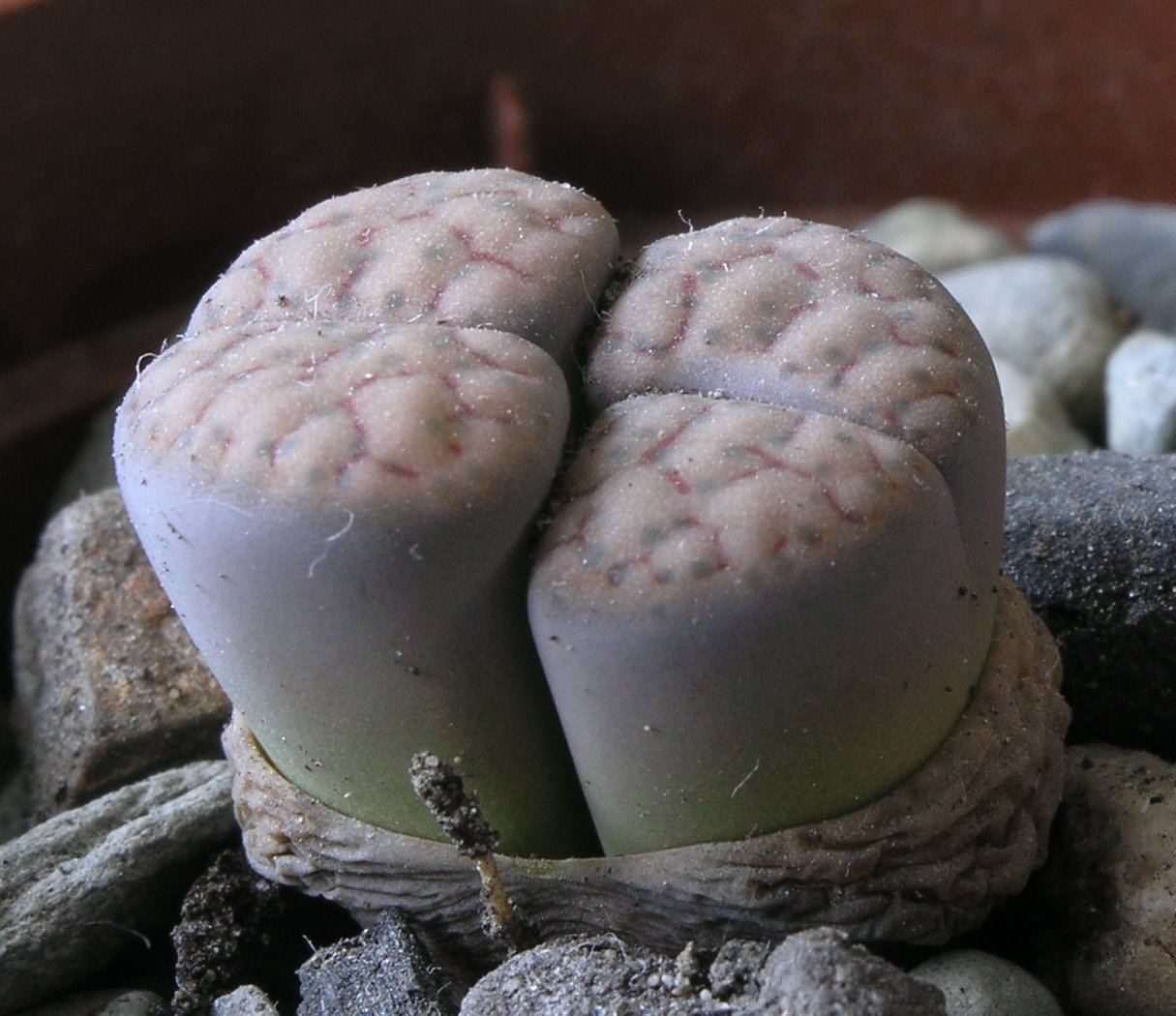
L. schwantesii